# Herstellerschlüsselnummer
Die Herstellerschlüsselnummer (HSN) ist ein in Deutschland verwendeter vierstelliger numerischer Code, der den Hersteller eines Kraftfahrzeugs oder Anhängers bezeichnet.
Die HSN ist in der Zulassungsbescheinigung Teil I unter Punkt 2.1 vermerkt. Im alten Fahrzeugschein befand sie sich unter dem Punkt „zu 2“.
Die Kombination aus der HSN und der dreistelligen, alphanumerischen Typschlüsselnummer (TSN) identifiziert eindeutig den Typ des Fahrzeugs. Beispielsweise steht die Schlüsselnummer 0005/ALQ für die ab 2007 gebaute Ausführung des BMW 318d Touring mit 105 kW (143 PS) und 1.995 cm³ Hubraum. Dabei ist 0005 die HSN (für BMW) und ALQ die TSN.
Die Zuordnung zwischen Herstellernamen und HSN ist nicht immer eindeutig: Einigen Herstellern sind mehrere HSN zugeordnet, umgekehrt stehen manche HSN für unterschiedliche Herstellerbezeichnungen, was durch Umfirmierungen oder Umstrukturierungen der HSN-Inhaber geschehen kann.
Eine vollständige numerisch sortierte Liste der Herstellerschlüsselnummern pflegt das Kraftfahrt-Bundesamt.